# Zornia filifoliola
Zornia filifoliola är en ärtväxtart som beskrevs av Henri François Pittier. Zornia filifoliola ingår i släktet Zornia och familjen ärtväxter. Inga underarter finns listade i Catalogue of Life.